# Речной (залив)
Речно́й — залив на севере Охотского моря в восточной части Тауйской губы.

## География
На юге и юго-востоке омывает полуостров Беринга. С севера и юга ограничен мысами Речной и Скала. Вдоль берега проходит гряда Кил. В залив впадают ручей Галечный, река Лоток и другие безымянные водотоки. 
В бухте водятся морские виды рыб, гольцы, тихоокеанские лососи.